# دائرة الأربع زوايا (رواية)
رواية دائرة الأربع زوايا (بالإنجليزية: Four-Cornered Circle)‏ هي رواية للكاتب الأسترالي جون كليري. نشرت عام 2007. وهي  آخر رواية نشرت قبل وفاته في عام 2010، وتدور الأحداث حول شقيقتين، إحداهما تُظهر مشاعر لزوج الأُخرى. القصة تروى من وجهة نظر الأخوات التي يعترف كليري بأنها كانت تحديا صعبا في الكتابة «محاولة عدم اقتحام وجهة نظر الرجل حول ما تفكر به النساء وما فعلتاه. ولكن استمتعت بكل لحظة من لحظات هذا الأمر لأن النساء أكثر تعقيداً من الرجال».